# Parler rouennais
 (mai 2020).
Si vous disposez d'ouvrages ou d'articles de référence ou si vous connaissez des sites web de qualité traitant du thème abordé ici, merci de compléter l'article en donnant les références utiles à sa vérifiabilité et en les liant à la section « Notes et références ».
Le parler rouennais actuel est une variante régionale du français qui a fortement été influencée par le rouennais (ou purinique) qui est la variété de la langue normande (elle-même une langue d’oïl comme le français, d’où leur proximité) parlée traditionnellement à Rouen jusqu’au XXe siècle où la francisation la fit évoluer vers le parler rouennais. Le parler rouennais a conservé l’accent, beaucoup du vocabulaire, des tournures de phrase ou même des formes grammaticales du normand rouennais. Une phrase en normand rouennais comme « a nn’a-t-i cô dz’éfants ? » (« a-t-elle encore des enfants ? ») serait encore tout à fait compréhensible pour un Rouennais et même transposable en français de Rouen : « elle en a-t-y ‘core des enfants ? » sans grosse adaptation dans la prononciation, puisque le mot elle se prononce toujours a’ (al devant voyelle) en parler rouennais.

## Morphologie et syntaxe
Quelques traits typiques du parler rouennais :
- Très est concurrencé par rudement (c’est rudement beau !) et, dans les phrases exclamatives, est remplacé par rien + adjectif, une forme typiquement rouennaise très ancienne : en ancien français, rien – du latin rem – voulait dire chose, son usage dans le sens de « très » dérive de ce qu’on renforçait le sens de la phrase en périphrasant la qualité de son sujet à l’aide de ce mot : pour dire qu’une ville était très belle, on disait qu’elle était rien belle, c’est-à-dire mot-à-mot chose belle : Rouen est rien belle voulait littéralement dire Rouen est chose belle ou Rouen est quelque chose de beau, de là dériva son usage comme adverbe de renforcement. Petit à petit, l'adjectif qui était originellement accordé avec rien (au féminin, donc, car rien est un nom féminin : une rien, de petites riens) a fini par s'accorder avec le sujet principal de la phrase et rien cessa d'être un nom dans la phrase pour n'être plus senti que comme un adverbe, à l'image de très ou fort.
- trait typique de la Normandie, les questions se font encore souvent par ajout de la particule -ti au verbe conjugué : ça va-ti ? pour « comment allez-vous ? », al est-ti v’nue aujourd’hui ? pour « est-elle venue aujourd’hui ? ».
- De même, la formule interrogative française « est-ce-que... ? » est concurrencée par son équivalent typiquement normand c’est-ti que... ? ou plus souvent encore sa forme négative c’est-ti pas/c’n’est-ti pas :  on entendra plutôt c’est-ti pas ‘ui qu’il a été/qu’i fut au marché ? pour « est-ce que c’est lui qui a été au marché ? » ou « ne serait-ce pas lui qui est allé au marché ? ».
- Comme en français québécois, le parler rouennais a tendance à contracter le sujet avec le verbe dans certains cas, surtout à la négative : chui pour je suis, ché pour je sais, t’sé pour tu sais, ch’cré pour je crois, j'ois pour je vois. Également comme en français québécois, le parler rouennais connaît la tournures m’as au lieu de je vais (les Rouennais disent traditionnellement j’vas pour je vais, mais la tournure très courante je m'en vas, c'est-à-dire je m'en vais, se contracte éventuellement en m’as — ce trait, dont les Québécois ont hérité, semble originaire de Seine-Maritime puisqu’il est connu en rouennais et en cauchois).
- Comme en français québécois, elle est régulièrement prononcé a’ à l’oral : a-t-elle encore des chats se dira a’ nn’a-t-i co’ des cats, c'est-à-dire mot-à-mot elle en a-ti (en)core des chats.
- On entend encore parfois l’ancienne forme de la première personne du pluriel en « je » au lieu de nous : j’avons pour « nous avons », j'sommes pour nous sommes, j'viendrons pour nous viendrons etc. Ce trait est ancien, Molière l’avait déjà noté dans Le Médecin malgré lui.
- le mot tantôt est souvent employé dans le sens de cet après-midi : on s'oit tantôt pour on se voit cet après-midi.
- le passé simple n’est pas réservé à l’écrit, il arrive qu’on l’entende à l’oral à la place d’un passé composé : a’ s’en fut à Bois-Guillaume pour elle est allée à Bois-Guillaume.
- le pronom COI lui est souvent prononcé 'ui ou yi, il se réduit en i après j’ : i 'ui répondit qu’i n’voulait pas (« il lui répondit qu’il ne voulait pas »), j’i ai dit nan (« je lui ai dit non »).
- yeur correspond à leur COI : i yeur a dit (« il leur a dit »), il devient eur après j’ : j’eur ai fait voir (« je leur ai fait voir »).
- le pronom COD le s’efface dans les tournures je le lui et je le leur, il est parfois remplacé par ça à la fin de la phrase mais peut aussi être omis, comme sous-entendu : j’eur ai fait moins cher (« je le leur ai fait moins cher »), « j’i ai dit ça (« je le lui ai dit »).
- Comme c'était déjà le cas en ancien français, je les est régulièrement contracté en j’es : j’es ai pas vus aujourd’hui pour je ne les ai pas vus aujourd’hui, j’es donne à mes gens pour je les donne à mes proches.
- que signifie dans certains cas alors que ou tandis que : « mé je m'sis l'vé, qu’toi nan (« moi je me suis levé, alors que toi non »).
- La négation se construit généralement comme en français standard, cependant que remontent parfois des formes de négations anciennes et typiques du parler rouennais d'antan, notamment ne ... brin (j'n'en ai brin : « je n'en ai pas ») ou ne ... miette (i' n'a mâqué miette : il n'a pas mangé). Ces formes, tout à fait désuètes, sont cependant rares, de même que l'ancien ne ... plus mais pour ne ... plus (j'n'en ai p'us mais : « je n'en ai plus »).
- Des formes de mots typiquement normandes se font entendre parfois à la place de leur équivalent en français standard : à c't'heure, à c't'heure-ci ou à c't'heure-cite pour maintenant ; itou(t) ou aussite pour aussi ; nitout pour non plus ; anuit pour aujourd'hui ; les cauches pour les chaussures, les chausses ; eun' quièv'e (qui remonte à l’ancien normand kievre qui correspondait à chievre en ancien français du bassin parisien au Moyen Âge) pour une chèvre, l'cat pour le chat, l'quien ou quin pour le chien, ’tit pour petit, mucher ou camucher pour cacher, cacher pour chasser (et la cache pour la chasse), co’ ou cor pour encore, pourquei ou pourqué pour pourquoi, terminaisons des mots français en -eur en -eux (un mâqueux pour un « mâcheur » : un mangeur, un raconteux pour un raconteur etc.), beire ou bère pour boire, j'manjue pour je mange (conjugaison irrégulière du verbe manger qui remonte à l'ancien français, le mot manjues signifie également, comme substantif au pluriel, des démangeaisons) etc.
- le verbe êt’e (« être ») est couramment utilisé à la place du verbe aller au passé simple et au passé composé : il a été en Bretagne pour il est allé en Bretagne.
- Les adjectifs se terminant en -i font parfois -ite au féminin : al est toute pourrite pour « elle est toute pourrie ».
- Les Rouennais ponctuent régulièrement leurs phrases par des là prononcés de manière très relâchées, ce trait se retrouve en français québécois.
- À l’oral, nous est souvent remplacé par on : on met la tab’e pour « nous mettons la table ».
- cette est souvent prononcé c’te.
- celui est parfois remplacé par la forme normande c’ti-là (et c’ti-cite, le mot c'ti est la prononciation rouennaise du mot cetui, du moyen français cestui, synonyme de celui) ou alors contracté en çui dans çui-là ou çui-ci(te). On entend parfois c'tite-là pour celle-là. Un usage très rouennais est aussi de faire précéder les pronoms celle (ou c'tite), ceux et celles (ainsi que le masculin c'ti à l'occasion) par le déterminant : la celle, les ceux, les celles, le c'ti. L'usage avec celui / c'ti est également possible mais plutôt avec le pronom dans sa forme normande : on dira le c'ti plutôt que le celui.
- il est régulièrement prononcé i devant consonne, il ne retrouve son -l dans la prononciation que suivi d’une voyelle.
- les pronoms sont parfois dans l’ordre COD-COI, alors qu’en français standard ces positions sont variables. Ainsi, on dira donne-moi-la alors qu’en français, la phrase serait spontanément donne-la-moi . D’où le sobriquet rouennais « redis-le-me-le ».
- À l’impératif, en plus du "s" euphonique que l'on rencontre devant voyelle pour les verbes du premier groupe, il est fréquent de placer un "z" de liaison dans certains cas où le français standard ne le fait pas. Ainsi, « Donne-lui » se dira donne-z-i (pratique conforme, du reste, au français standard, qui écrit et prononce "donnes-en", avec "s" euphonique). On retrouve ce -z- de liaison entre « moi/toi » et « en » : donne-moi-z-en au lieu de donne-m’en.

### Exemples de mots rouennais
| Mot en parler rouennais | Mot en français standard                       | Commentaires ou exemples |  |
| ----------------------- | ---------------------------------------------- | --- |  |
| À c't'heure             | 1. Maintenant                                  | Ce mot, parfois prononcé achteure, asteu ou asteure, est commun à beaucoup de régions de France et est couramment utilisé au Québec. |  |
| Itout, itou             | 1- Aussi                                       | Ce mot vient d'une confusion entre les mots d'ancien français atout (aussi) et itel (de même), il est commun dans beaucoup de régions de langue d'oïl en France. Son orthographe mériterait un -t final car celui-ci se fait parfois encore entendre en rouennais, toutefois, on le trouve écrit itou la plupart du temps. |  |
| Nitout                  | 1. Non plus                                    | Ce mot, très typique de Normandie, est également utilisé traditionnellement à Rouen, parfois renforcé dans la phrase par un autre ni, parfois réduit à la prononciation à n'tout. Le -t final peut se faire sentir. On dira ainsi moi nitout, mé n'tout en vieux patois rouennais (avec mé à la place de moi) ou ni moi nitout pour moi non plus, on dira encore faut pas nitout en faire de trop pour il ne faut pas non en faire trop.                                                          |  |
| Mâquer                  | 1- Manger, dévorer, mâcher                     | Très utilisé dans le sens générique de manger dans Rouen et ses alentours, mâquer est la forme normande du verbe mâcher et dérive directement de l'ancien français local masker, maskier. Un mot dérivé très usité par les Rouennais est mâqueux, un « mangeur » : grand mâqueux pour « gourmand » (littéralement « grand mangeur »). |  |
| Pour mais que           | 1- Pour peu que, avec de la chance, pourvu que | Pour mais qu'il ait assez d'argent signifie pour peu qu'il ait assez d'argent, mais l'expression comporte une pointe d'espérance qui la rapproche de pourvu qu'il ait assez d'argent. |  |
| Ne ... plus mais        | 1- Ne ... plus                                 | Je n'en peux plus mais signifie je n'en peux plus, on dira aussi y'en a p'us mais pour dire il n'y en a plus. En ancien et moyen français, cette locution était très courante, elle vient de ce que le mot mais du français vient du latin magis qui signifiait plus, ajoûter mais à la suite de plus permet d'en clarifier le sens et notamment de faire la différence avec plus positif quand le ne est élidé : j'en veux p'us («j'en veux plus») et j'en veux p'us mais («je n'en veux plus»). |  |
| Attivelle (f.)          | 1- Ornement, chose, machin                     | Ce mot peut avoir le sens de chose non-identifiée mais son sens originel est celui d'ornement ou d'ustensil. |  |

- « Les ar'morqueurs d'aRouen » (les remorqueurs de Rouen) est la locution patoisante censée figurer le parler rouennais (issu en partie du normand rouennais, le « purin ») ou son accent. Dans ce cas, il s'agit d'un [a] prothétique qui se développe devant le [r]. Cette particularité est commune à la vallée de la Seine[réf. nécessaire].